# Patrick Dupond
Patrick Dupond, nascut el 14 de març de 1959 a París i mort el 5 de març de 2021, fou un ballarí francès.
Va obtenir la fama el 1976 quan va guanyar la medalla d'or al Concurs Internacional de Ballet de Varna a Bulgària. Era un ballarí virtuós que va ser nomenat danseur étoile de l'Opéra nacional de Paris el 1980 i va tenir un èxit considerable a França, cosa que no li va impedir gaudir d’una exitosa carrera internacional. Va treballar amb eminents ballarins com Rudolf Nuréiev, Maurice Béjart o Alvin Ailey. A partir de 1990 es va convertir en director del Ballet de l'Òpera Nacional de París, succeint Nuréiev. Va deixar aquesta funció el 1995. Més tard ho faria de l'Opera de París el 1997, acomiadat, segons les seves paraules, per «la seva insubordinació i la seva indisciplina». Posteriorment, va aparèixer en diverses ocasions a programes de televisió com a candidat o jurat d’espectacles (per exemple: Ballant amb les estrelles) mentre continuava actuant a l'escenari.